# Сокур Микола Іванович
Сокур Микола Іванович (28 січня 1939) — український вчений, доктор технічних наук, професор, дійсний член Академії гірничих наук України, академік Міжнародної академії наук, заслужений винахідник України, відмінник освіти України.

## З біографії
Народився 28 січня 1939 року в селі Олександрівка Олександрійського району Кіровоградської області. Закінчив середню школу села Олександрівка; отримав вищу освіту в Дніпропетровському гірничому інституті і Ворошиловському гірничо-металургійному інституті, який закінчив в 1961 році (перший випуск інженерів-електромеханіків).
Закінчив очну аспірантуру при кафедрі гірничих машин Криворізького гірничорудного інституту в 1971 році.
Працював інженером по випробовуванню нової техніки на Джезказганському гірничо-металургійному комбінаті (Казахстан), керівником групи надійності інституту ВНІПІРУДМАШ, науковим співробітником у відділі подрібнення інституту Механобрчормет (Кривий Ріг).
В 1980 році в Ленінграді М. І. Сокур захистив кандидатську дисертацію і отримав вчений ступінь кандидата технічних наук за спеціальністю «Гірничі машини».
В 1983 р. назначений на посаду завідувача лабораторією досліджень нових процесів інституту Механобрчормет. Сокур М. І. розробив та втілив нові наукові підходи до конструювання млинів самоподрібнення високої одиничної потужності.
В 1994 р. в інституті геотехнічної механіки Академії наук України М. І. Сокур захистив докторську дисертацію на тему: «Розробка науково-технічних основ створення та підвищення ефективності роботи апаратів для дезінтеграції руди», основні наукові положення якої явилися суттєвим внеском в розвиток гірничої науки.
В 1996 р. М. І. Сокур переходить на викладацьку роботу в Київський національний економічний інститут (Криворізький економічний інститут — КНЕУ КЕІ). Він професор кафедри менеджменту та ринкових відносин Криворізького технічного університету та професор кафедри менеджменту КНЕУ КЕІ. Член Спеціалізованих рад по захисту кандидатських та докторських дисертацій.
В 2002-у році М. І. Сокура по конкурсу обирають на посаду завідувача кафедри маркетингу Кременчуцького національного університету. Під його керівництвом на кафедрі відкриваються і акредитуються дві спеціальності «Маркетинг» та «Товарознавство і комерційна діяльність». На сьогоднішній день колектив кафедри під керівництвом М. І. Сокура успішно готує спеціалістів і магістрів з цих спеціальностей. При кафедрі відкрита аспірантура, яка готує кадри вищої кваліфікації. В даний час в штаті кафедри 2 доктори наук, професори, 7 кандидатів наук, доцентів.

## Науковий доробок
Сокур Микола Іванович автор 420 наукових праць, в тому числі 10-ти монографій, 7-ми навчальних посібників і 86-и авторських свідоцтв та патентів на винаходи і відкриття.
Науково-технічні розробки М. І. Сокура неодноразово демонструвалися на ряді виставок та ярмарок і нагороджені 8-ми медалями та дипломами ВДНГ; вони втілені на підприємствах України та ін. країн (Росія, Казахстан, Узбекистан, Болгарія, Чехія, Німеччина).
Під його керівництвом розроблені наукові основи створення принципово нових апаратів для наддрібного дроблення руд — відцентрові дезінтегратори. Це дозволило йому запропонувати нову концепцію перерозподілу енерговитрат між процесами дроблення і подрібнення руд в напрямку збільшення питомої ваги циклу дроблення як менш енергоємного.

### Основні праці
- Бабець Є. К., Сокур М. І. Управління енергозбереженням в процесах рудопідготовки. — Кривий Ріг: Мінерал. 2002. — 410 с. — ISBN 966-7103-68-4.
- Сокур М. І., Сокур І. М. Маркетинг енергоресурсів при збагаченні руд. — Кременчук: ПП Щербатих, 2006. — 300 с. — ISBN 966-8931-06-8.
- Н. И. Сокур, И. Н. Сокур, Л. М. Сокур Центробежные дробилки: Монография. Кременчуг: ЧП Щербатых А. В., 2009. — 204 с. — ISBN 978-966-8931-598
- Маслов А. Г., Сокур Л. М., Сокур Н. И. Оборудование для дробления строительных материалов. Учебное пособие/ Кременчуг: изд. ЧП Щербатых А. В., 2010.-212 с. — ISBN 978-966-8931-68-0
- Сокур Л. М., Бабець Е. К., Сокур Н. И., Чебенко Ю. Н. Дробильно-сортировочное и транспортное оборудование. Монография/ Кременчуг: изд. ЧП Щербатых А. В., 2011.- 236с. — ISBN 978-966-8931-99-4
- Сокур М. І., Воробйов О. М., Сокур І. М. Енергозбереження в процесах збагачення руд. Монографія/Кременчук: ПП Щербатих О. В., 2012. — 300 с. — ISBN 938-617-639-017-6.
- Сокур М. І., Сокур Л. М., Сокур І. М. Основи складського господарства. Монографія/ Кременчук: ПП Щербатих О. В., 2009. — 240 с. — ISBN 978-966-8931-60-4.
- Сокур М. І., Сокур Л. М., Сокур І. М. Логістика складського господарства: Навчальний посібник. — Кременчук: ПП Щербатих О. В., 2009. — 248 с. — ISBN 978-966-8931-56-7.
- Сокур Н. И., Божик Д. П., Маслов А. Г., Сокур Л. М., Сокур И. Н. Дробильноеоборудование для производства строительных материалов: Учебное пособие: — Белгород: Белгородскаяобластнаятипография, 2014. — 211 с. — ISBN 978-966-8931-68-0.
- Сокур М. І., Божик Д. П., Сокур Л. М. Система якості фірми: Монографія/ Кременчук: Видавництво ПП Щербатих О. В., 2013. — 252с.
- Сокур М. І., Божик Д. П.,Циба Т. Є. Управління якістю (іноземний досвід): учб. посіб. —  Кременчук: Видавництво ПП Щербатих О. В., 2014. — 304с. (Гриф МОН № 1/11 — 7387 від 05.08.2010 р.)
- Сокур М. І.,Сокур Л. М.,Петченко М. В., Сокур І. М. Транспортна і складська логістика: підручник. — Кременчук: ПП Щербатих О. В., 2016. — 328с. — ISBN 978-617-639-110-4.
- Сокур М. І., Мельникова І. Є., Шаповал Л. П., Гриценко Д. С. Мотивація та управління персоналом і якістю (іноземний досвід): навч. посіб. — Кременчук: Видавництво ПП Щербатих О. В., 2016. — 336с. — ISBN 978-617-639-101-2
- Дезінтеграція мінеральних ресурсів: монографія / Сокур М. І., Кіяновський М. В., Воробйов О. М., Сокур Л. М., Сокур І. М. — Кременчук: видавництво ПП Щербатих О. В., 2014—304 с. — ISBN 978-617-639-053-4.
- Сокур М. І., Білецький В. С. та ін. Підготовка корисних копалин до збагачення: монографія / Сокур М. І., Білецький В. С., Єгурнов О. І., Воробйов О. М., Смирнов В. О., Божик Д. П. — Кременчук: Кременчуцький національний ун-т ім. М.Остроградського, Академія гірничих наук України. ПП Щербатих О. В., 2017. — 392 с. — ISBN 978-617-639-139-5.
- Сокур М. І. Рудопідготовка: дроблення, подрібнення, грохочення. / Сокур М. І., Білецький В. С., Ведмідь І. А., Робота Є. М.. — Кременчук: ПП Щербатих О. В. — 2020. — 494 с.
- Сокур М. І. Екологічна безпека та економіка // Сокур М. І., Шмандій В. М., Білецький В. С., Бабець Є. К., Мельникова І. Є., Харламова О. В., Шелудченко Л. С. / Кременчук: ПП Щербатих О. В. — 2020. — 238 с.
- Сокур М. І. Збірник наукових праць / М. І. Сокур, В. С. Білецький, Д. П. Божик ; Кременчуц. нац. ун-т ім. М. Остроградського. — Кременчуг: Новабук, 2022. — 294 с.
- М. І. Сокур, В. С. Білецький. Барабанні млини самоподрібнення / Монографія. — К.: ФОП Халіков Р. Х. — 2022. — 225 с. ISBN 978-617-7565-92-4
- "Рудопомольні апарати самоподрібнення (млини і дезінтегратори) : навч. посіб. / М.І. Сокур, В.С. Білецький, Д.П. Божик, С.В. Чоботарьов. – Кременчук : Видавництво «НОВАБУК», 2023. – 252 с.